# Miroslav Vitouš
Miroslav Vitouš (ur. 6 grudnia 1947 w Pradze) – czeski kontrabasista oraz basista jazzowy, znany ze swojej dużej aktywności na amerykańskiej scenie jazzowej. Uwagę zwrócił na siebie po wydanym 1968 albumie Now He Sings, Now He Sobs, gdzie zagrał obok Chick Corea oraz Roya Haynesa. Jako lider zadebiutował w 1969, kiedy wydał album Infinite Search, na którym znaleźli się również tacy muzycy jak John McLaughlin, Joe Henderson, Herbie Hancock, Jack DeJohnette oraz Joe Chambers. Miroslav Vitouš był współzałożycielem grupy muzycznej Weather Report, z którą nagrał cztery albumy. Zespół opuścił w 1973.
Pod koniec lat 80. powrócił do Pragi, gdzie mieszka do dzisiaj.

## Dyskografia[4]

### Jako lider[5]
- 1969: Infinite Search (razem z John McLaughlin, Joe Henderson, Herbie Hancock, Jack DeJohnette oraz Joe Chambers)
- 1970: Purple (razem z John McLaughlin, Joe Zawinul oraz Billy Cobham)
- 1976: Magical Shepherd (razem z Onike, Herbie Hancock, Jack DeJohnette, James Gadson oraz Airto Moreira)
- 1976: Majesty Music (razem z Jaroslav Jakubovič)
- 1977: Miroslav (razem z Don Alias)
- 1978: Guardian Angels (razem z Mabumi Yamaguchi, John Scofield, Kenny Kirkland oraz George Ohtsuke)
- 1979: First Meeting (razem z John Surman, Kenny Kirkland oraz Jon Christensen)
- 1980: Miroslav Vitous Group (razem z John Surman, Kenny Kirkland oraz Jon Christensen)
- 1982: Journey's End (razem z John Surman, John Taylor oraz Jon Christensen)
- 1985: Emergence
- 1992: Atmos (razem z Jan Garbarek)
- 2003: Universal Syncopations (razem z Jan Garbarek, Chick Corea, John McLaughlin oraz Jack DeJohnette)
- 2007: Universal Syncopations II (razem z Bob Mintzer, Gary Campbell, Bob Malach, Randy Brecker, Daniele di Bonaventura, Vesna Vasko-Caceres, Gerald Cleaver oraz Adam Nussbaum
- 2009: Remembering Weather Report (razem z Franco Ambrosetti, Gary Campbell, Gerald Cleaver oraz Michel Portal)
- 2015: Wings (Narodowy Instytut Audiowizualny + For Tune) razem z Adam Pierończyk)
- 2016: Music Of Weather Report (razem z Alphonso Johnson, Joe Zawinul oraz Wayne Shorter)
- 2016: Ziljabu Nights (razem z Scott LaFaro, Victor Young oraz Götz Bühler)
- 2017: Ad-lib Orbits  (duet z Adamem Pierończykiem)
- 2019: Live at NOSPR (duet z Adamem Pierończykiem)

### Jako członek zespołu isideman
z Weather Report
- Weather Report (1971)
- I Sing the Body Electric (1972)
- Live in Tokyo (1972)
- Sweetnighter (1973)
- Mysterious Traveller (1974)

z Roy Ayers
- Stoned Soul Picnic (1968)

z Wayne Shorter
- Super Nova (1969)

z Chick Corea
- Now He Sings, Now He Sobs (1968)
- Trio Music (1981)
- Trio Music Live in Europe (1984)
- Rendezvous in New York (2003)

z Larry Coryell
- Spaces (1970)
- Dedicated to Bill Evans and Scott LaFaro (1987)

z Jack DeJohnette
- The DeJohnette Complex (1969)

z Jan Garbarek
- StAR (1991)

z Stan Getz
- The Song Is You (1969)

z Herbie Mann
- Windows Opened (1968)
- The Inspiration I Feel (1968)
- Memphis Underground (1969)
- Stone Flute (1969)
- Live at the Whisky a Go Go (1969)

z Terje Rypdal
- Terje Rypdal/Miroslav Vitous/Jack DeJohnette (1978)
- To Be Continued (1981)

z Sadao Watanabe
- Round Trip (1974)

z Laszlo Gardony
- The Secret (1988)

z Between the Times
- Octagon (2007)

z Polajka, Nikolaj Nikitin ensemble
- Tales from my Diary (2014)